# Дербул
Дербу́л (кит.: 德尔布尔河, Деербуерхе) — річка на півночі Китаю, в автономному районі Внутрішня Монголія. Права притока річки Аргунь (басейн Амуру).
Річка починається в західних відрогах Великого Хінгану. Тече переважно в горах, за винятком ділянки широкої болотистої рівнини перед впаданням в Аргунь.
Довжина річки становить близько 200 км. Площа басейну — 5770 км².
Повінь трапляється влітку.